# Janto de Lidia

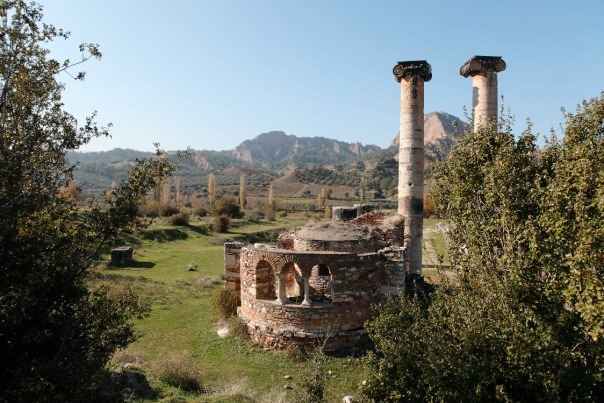
Ruinas de Sardes, ciudad donde vivió Janto de Lidia.

Janto de Lidia, también llamado Janto de Sardes (en griego antiguo: Ξάνθος), fue un historiador helenizado de origen lidio, más frecuentemente tratado como logógrafo, que nació y vivió entre el siglo VI a. C. y mediados del siglo V a. C., supuestamente en Sardes, la capital de Lidia (oeste de Anatolia). Se cree que nació en el año 503 a. C. Obtuvo el premio de poesía ditirámbica de Atenas.
Además de haber influido seguramente en Heródoto, fue utilizado como fuente fidedigna por Nicolás de Damasco y citado por Estrabón. También Plinio el Viejo se hace eco de sus escritos.
Su principal aportación a la historiografía es haber tratado de argumentar las tradiciones locales de carácter mítico con hechos geológicos, lingüísticos, racionales y científicos. Utilizando la razón llega así a conclusiones como que la existencia de conchas marinas fosilizadas en las montañas de Anatolia se debe a que esos territorios estuvieron algún día bajo el nivel del mar.

## ElLidíaca: leyendas lidias
Se le recuerda por su Lydiaka, Lidiaká, Lidiaca o Lidíaca, una obra en cuatro libros que no nos ha llegado más que unos pocos fragmentos, donde escribió sobre Lidia, de cuyo nombre proviene el título, al estilo de una serie de obras que fueron escritas en la generación anterior a Heródoto. Esta obra habría sido teóricamente escrita en griego antiguo.
Escribió ampliamente sobre la historia de su país, fijándose en sus aspectos legendarios; contemporáneo y colega de Heródoto, aunque algo mayor que él, sus escritos conciernen mayoritariamente a los linajes y hechos de los reyes lidios, que interesaban por su exotismo a los griegos y que no habían sido tratados por el mismo Heródoto. De esta manera describe pormenarizadamente las generaciones de reyes que teóricamente existieron entre la guerra de Troya y Giges, primer rey histórico conocido. Escribió también, quizá inspirándose en Heródoto (aunque pudo haber sido a la viceversa), sobre las costumbres de su pueblo, su geografía, sus etnias, leyendas, anécdotas y etimologías.

## LaMagiká, religión y filosofía persas
Estrabón cita el libro Magiká (Relatos sobre los magos), como otro de los escritos de Janto. En dicho texto, hoy perdido, se mencionaba la costumbre entre los magos de unirse habitualmente en matrimonios consanguíneos. 
Según Diógenes Laercio Janto también proporciona una datación para Zoroastro; correspondiente a seiscientos años antes del cruce del Helesponto por Jerjes. En el mismo pasaje se enumera una lista de los magos que sucedieron al fundador del mazdeísmo, a saber; Ostranas, Astrapsicos, Gobrias y Pazatas, si bien dicho elenco, cuya procedencia se desconoce, llega hasta la época de Alejandro Magno, es decir es posterior al propio Janto.